# فرانك والش (لاعب غولف)
فرانك والش (بالإنجليزية: Frank Walsh)‏ هو لاعب غولف أمريكي، ولد في 23 ديسمبر 1902 في شيكاغو في الولايات المتحدة، وتوفي في 7 أبريل 1992.